# 合気道S.A.
合気道S.A.（シュート・アイキドウ）は、養神館合気道創始者である塩田剛三の内弟子として20年の間修行をし、養神館合気道本部師範六段位に列せられた櫻井文夫（現・合気道S.A.代表師範）が、合気道の武術的深化・実践を目指し独立して創始した合気道およびその団体である。

## 合気道S.A.の特徴
- 養神館合気道を母体とし、打撃技と組手・試合形式が加えられている。試合形式には、1）実戦・リアル合気道ルール トーナメント、2）伝統合気道ルール トーナメント、3）新人戦トーナメントがあり、1)2）に関しては、他流派の選手もエントリーできる等、自流派だけで完結するのではなく、広く競技者を受け入れているのが特徴である。
- 正式名称は国際実践合気道連盟 合気道S.A.。代表的な選手にリングス実験リーグ、初期シューティング、トーナメントオブJ等に出場した奥田康則選手がいる。
- 体術の稽古内容は、基本動作・型稽古・打撃稽古・手首相撲（合気道技限定組手）・合気組手（合気道技＋打撃）・試合と段階的に練習を行っている。なお、組手を導入した事により合気道技のコンビネーションや返し技の研究が盛んであり、現在も進化発展を続けている。試合では合気道技だけではなく、鎖骨以下への直接打撃制による掌打と蹴り技の使用も認められている。
- 一方で試合では顔面などの急所への当身が禁止され、お互いの手首の取り合いに終始するなど、実戦的とは言い難い動きとなっている。
- また、体術だけではなく短刀術・剣術・杖術をつかう武器術や武器取りも行われている。さらに年に2回（4月の体重別、10月の無差別）オープントーナメントで行われている「実戦・リアル合気道選手権大会」を主催している
- 普段の稽古は、基本的には、体術を主体とした稽古を行っている。
- 合気道S.A.は、遠方地で、通えない人の為に通信教育も行っている。

## 試合形式
合気道の流派でも日本合気道協会のように、いくつか乱取りや試合を行う流派があるが、合気道S.A.の試合は広く武道界全般に試合への参加を呼びかけている（オープントーナメント）事が特徴的である。
- 実戦・リアル合気道ルール トーナメント
- 伝統合気道ルール トーナメント
- 新人戦トーナメント